# Irish Museum of Modern Art

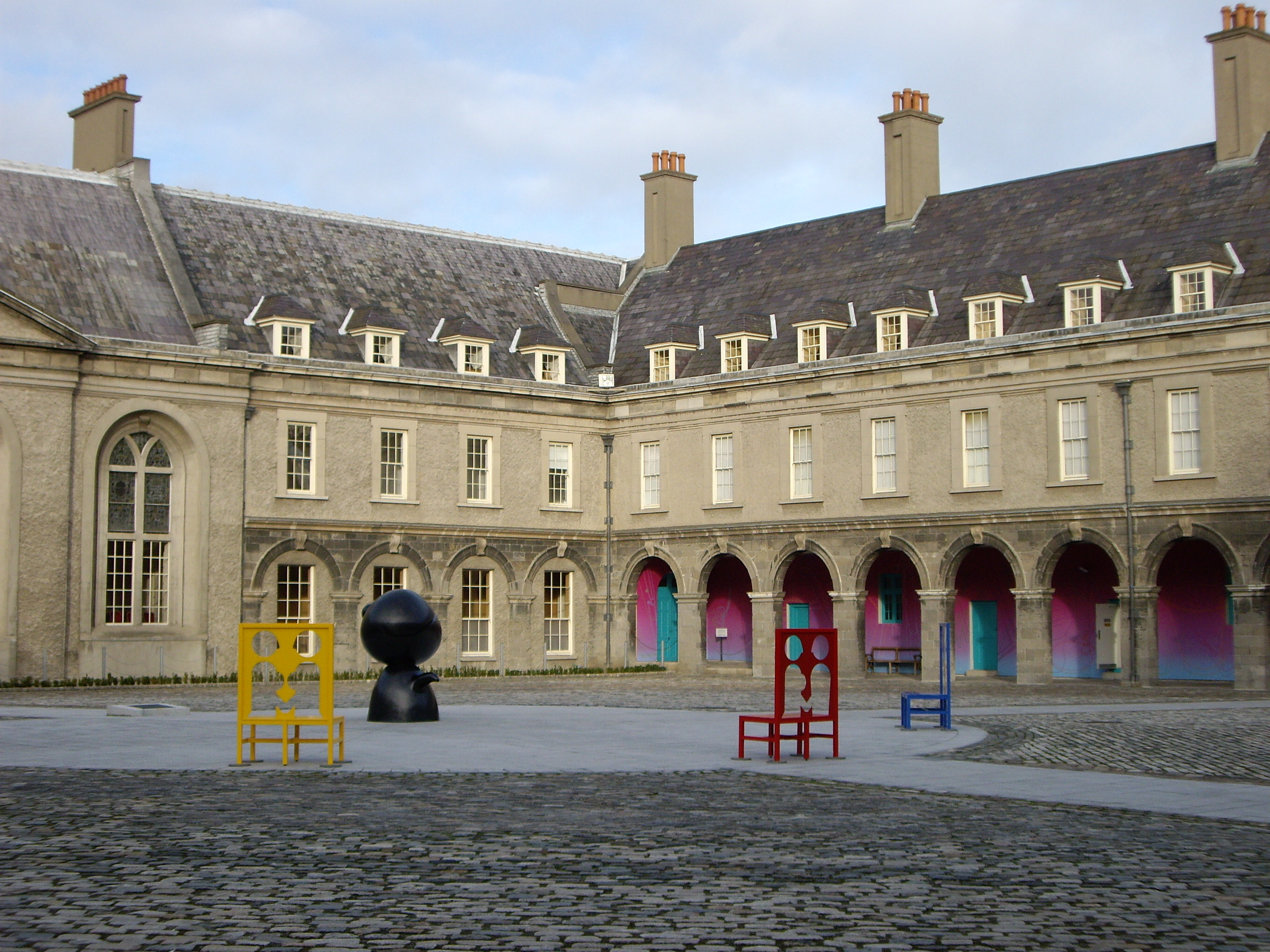
Museets gård.

Irish Museum of Modern Art i Dublin är ett irländskt konstmuseum för modern och samtida konst. 
Museet invigdes 25 maj 1991 och är lokaliserat till Royal Hospital Kilmainham, en byggnad från 1600-talet nära järnvägsstationen Dublin Heuston väster om Dublins stadskärna. 
Museet samlar främst samtida konst från verksamma konstnärer och köper endast från ateljé eller av konstgallerier. Det driver i första hand alla utställningar med inlånade verk. 

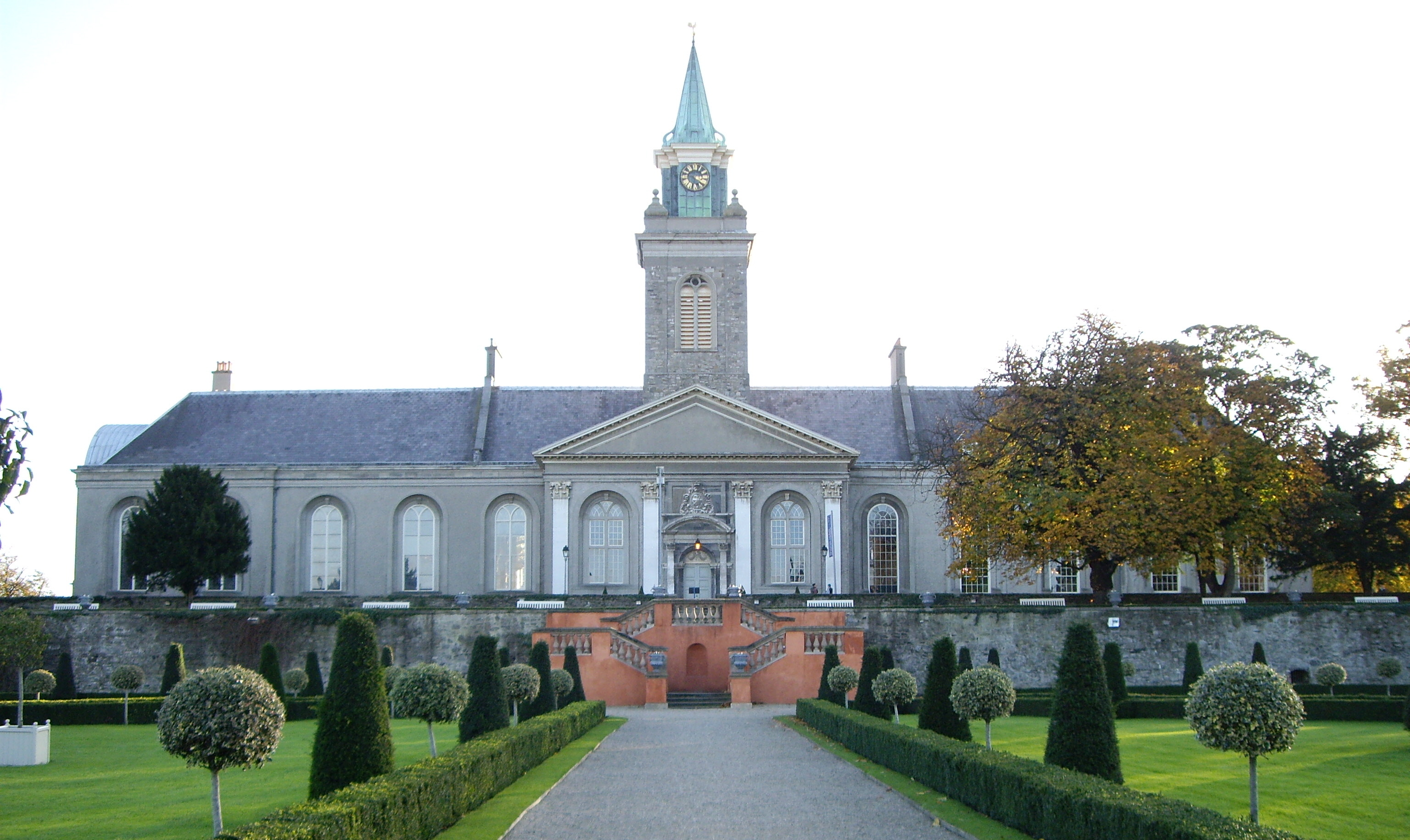
Huvudbyggnadens norra fasad, fotograferad från trädgården nedanför.

Royal Hospital är en kontrastskapande lokal för utställning av modern konst. Det är modellerat efter Les Invalides i Paris med byggnader runt en stor innergård. Inomhus finns långa korridorer, vilka löper längs ett stort antal rum av måttlig storlek som är förbundna med varandra. Detta ger bra utställningsmöjligheter för verk av begränsad storlek, men museet har begränsningar vad gäller riktigt stora konstverk. Till fördelarna hör att man kan ha flera olika utställningar samtidigt och att arkitekturen med innergården och en restaurerad barockträdgård skapar en god omgivning. 
Sjukhusets ursprungliga stallar har restaurerats, utvidgats och byggts om till konstnärsateljéer och museet har stipendieprogram med konstnärer arbetande i dem.